# 萩原電気ホールディングス
萩原電気ホールディングス株式会社（はぎわらでんきホールディングス、英: HAGIWARA ELECTRIC HOLDINGS CO.,LTD.）は、愛知県名古屋市東区に本社を置く持株会社である。

## 沿革
- 1948年（昭和23年）3月 - 萩原電気工業社（はぎわらでんきこうぎょうしゃ）として創立[1]。
- 1958年（昭和33年）12月20日 - 株式会社として設立。
- 1965年（昭和40年）2月 - 萩原電気株式会社（はぎわらでんき）へ商号変更。
- 1995年（平成7年）10月24日 - 日本証券業協会に株式を店頭登録（後のジャスダック）。
- 1996年（平成8年）4月 - シンガポール現地法人を設立。
- 2006年（平成18年）10月 - アメリカ現地法人、中国現地法人をそれぞれ設立。
- 2011年（平成23年）6月 - 韓国現地法人を設立。
- 2012年（平成24年）10月 - ドイツ現地法人を設立。
- 2014年（平成26年）
  - 3月11日 - 東京証券取引所第二部に市場変更、名古屋証券取引所第二部に上場[2]。
  - 11月27日 - 東京証券取引所第一部、名古屋証券取引所第一部に市場変更[3]。
- 2018年（平成30年）
  - 4月1日 - 萩原電気ホールディングス株式会社へ商号変更し、持株会社体制へ移行[4]。
  - 4月2日 - 北都システム株式会社との共同出資で萩原北都テクノ株式会社を設立[5][6]。
- 2026年
  - 3月30日 - 上場廃止（予定）[7]。
  - 4月1日 - 佐鳥電機株式会社と共同持株会社を設立し、経営統合（予定）[7]。

## 事業所
- 本社（愛知県名古屋市東区東桜）

## 関連会社
出典：「萩原電気グループ事業所一覧」
- 萩原エレクトロニクス株式会社
- 萩原テクノソリューションズ株式会社
- 萩原北都テクノ株式会社
- 株式会社クロスベース
- SINGAPORE HAGIWARA PTE. LTD.（シンガポール）
- HAGIWARA AMERICA, INC.（アメリカ）
- 萩原電気貿易（上海）有限公司 （中国）
- 萩原貿易（上海）有限公司 （中国）
- 萩原電気韓国株式会社（韓国）
- Hagiwara Electric Europe GmbH（ドイツ）
- Hagiwara Electric (Thailand) Co.,Ltd.（タイ）